# Fonction (musique)
Pour les articles homonymes, voir Fonction.

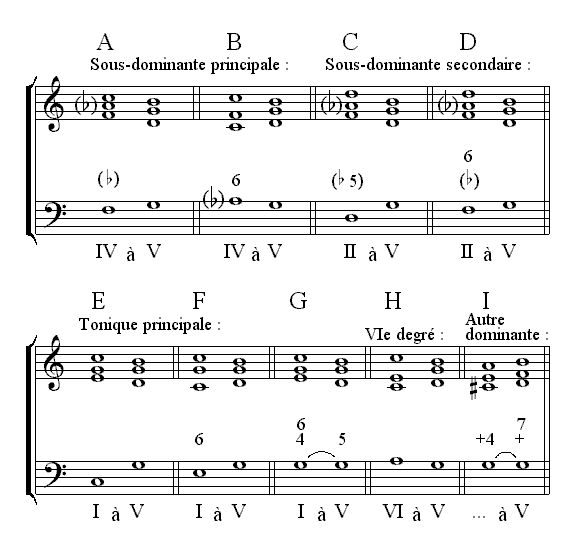
Cadences.

En théorie de la musique, la notion de fonction ou « théorie des fonctions » (Funktionstheorie en allemand) est un instrument destiné à l'analyse harmonique. Elle est une remise en question[pas clair] et prolonge la notion de degré, décrivant la relation entre les accords en musique tonale (majeure - mineure). Elle fut présentée par Hugo Riemann en 1893, élargie par Wilhelm Maler et Diether de la Motte et est l'instrument d'analyse harmonique standard dans l'éducation musicale dans les pays de langue germanique.

## Justification
La théorie des fonctions musicales sert à décrire un déroulement harmonique et ses raisons dans le contexte d'une culture musicale donnée (musique tonale). Elle part donc de l'idée que l'auditeur s'attend à certaines possibilités de déroulement d'une musique (une cadence parfaite serait un exemple : après un accord de septième de Dominante, l'auditeur attend la tonique) et se base dans sa description des fonctions de base sur ces standards culturels : Tonique - Sous-dominante - Dominante. Elle complète aussi l'analyse formelle en mettant en lumière les modulations. Elle s'utilise parfaitement sur la musique depuis l'époque baroque jusqu'à la fin du romantisme, ainsi que sur le jazz et la musique populaire.
Écrite après la théorie des degrés, elle en reprend certaines notions qu'elle élargit en un langage évolué de description d'événements harmoniques, mettant particulièrement en valeur la notion de fonction : un accord de même contenu sonne différemment selon la fonction musicale qu'il prend. De plus, elle ouvre une notion élargie du degré, mettant en lumière toutes les fonctions possibles pour chaque degré, et peut être lue sans connaissance de la partition analysée. Son écriture est d'ailleurs aussi utilisée pour communiquer une pensée harmonique complexe. C'est donc autant le contexte musical que le contexte pédagogique qui décideront de son utilisation.
La théorie des fonctions se fonde sur des évidences musicales de son époque :
- l'omniprésence d'une tonique, décidant d'une tonalité
- seule une cadence parfaite (dominante - tonique, toutes deux en position fondamentale) assure une fin de phrase conclusive.
- des cadences typiques stabilisant une (nouvelle) tonalité : fonction de la sous-dominante.
- une notion de tonalité plus large que dans la théorie des degrés, et donc des modulations passagères qui font partie de la tonalité principale
- certains renversements d'accords dans la théorie des degrés sont des accords en position fondamentale dans la théorie des fonctions (exemple : l'accord fa-la-ré en do majeur peut être considéré comme accord de sous-dominante avec sixte ajoutée sans la quinte)

## Les fonctions
En musique tonale, l'idée de tonique est toujours au moins sous-jacente, que ce soit pour un morceau donné ou une section définie de cette pièce ; elle imprime à ladite pièce ou section la tonalité. C'est toujours sur l'omniprésence de cette tonique que se construit l'instrument d'analyse.

### Les fonctions principales
En majeur viennent s'ajouter à la tonique sa sous-dominante et sa dominante : T, S et D (écrites en majuscules pour exprimer une fonction majeure). Le mode mineur réel (appelé mineur mélodique descendant, mineur naturel, mode de la ou mode éolien) est considéré comme variante du mode mineur. Il se base sur sa tonique, sa sous-dominante et sa dominante : t, s et d (écrites en minuscules pour exprimer une fonction mineure). Le mode mineur harmonique, en réalité un mode hybride, est considéré à juste titre[Par qui ?] comme mode mineur de référence. Ses trois fonctions de bases sont t, s et D.
La présence d'une seule lettre désigne une fonction principale, toute autre fonction aura plus d'une lettre.

#### La couleur des accords
La dominante D7 existe en plus d'une version dans chaque tonalité. En plus de sa présence sur la dominante, elle peut (en majeur) apparaître sur la tonique comme (D) S (dominante de la sous-dominante), sur le second degré comme DD (double-dominante), sur le troisième degré comme (D) Tp (dominante de la relative de la tonique), sur le quatrième degré comme (D7) SS (septième de dominante de la double-sous-dominante), sur le sixième degré comme (D) Sp (dominante de la relative de la sous-dominante) et sur le septième degré comme (D) Dp (dominante de la relative de la dominante).
Une cadence est donc considérée comme parfaite et complète uniquement si la dominante est préparée par la sous-dominante. Elle est considérée comme accomplie si chacun des trois accords a une couleur particulière: accord parfait sur la tonique, accord de septième de dominante sur la dominante et accord parfait avec sixte ajoutée sur la sous-dominante. Hugo Riemann apporte ici une précision importante : la couleur spécifique d'un accord de sixte ajoutée évoque la fonction de sous-dominante. De plus, la sous-dominante est seule autorisée à confirmer une nouvelle tonalité au cours d'une modulation. L'enchaînement {\displaystyle {\underset {\text{6}}{\textstyle {S5}}}} {\displaystyle D7} (ou toute autre couleur typique de la sous-dominante) doit être entendu pour installer une nouvelle tonalité, la dominante seule pouvant être comprise comme dominante secondaire.

#### Les fonctions principales et secondaires en majeur
Aux fonctions décrites ci-dessus viennent s'ajouter :
- la notion de relative (parallèle, en allemand, d'où la lettre p/P), mineure à l'intérieur d'un mode majeur, et donc les trois fonctions relatives des trois premières, à distance de tierce mineure descendante, avec deux notes communes : Tp, Sp et Dp,
- la notion de contre- (Gegen, en allemand, d'où la lettre G/g), mineure en majeur, et donc les trois contre-fonctions des trois premières, à distance de tierce majeure ascendante, avec deux notes communes : Tg, Sg et Dg,
- et la relation de médiante, à distance de tierce et obtenue par l'utilisation d'une tierce majeure, étrangère à la tonalité, avec une seule note commune.

Chaque note de la gamme peut donc prendre, selon le contexte, plusieurs fonctions. Nous mettons cette possibilité en lumière en comparaison aux degrés :
| Degré                      | Fonction principale | Fonction                                                     | Fonction                                                  |
| -------------------------- | ------------------- | ------------------------------------------------------------ | --------------------------------------------------------- |
| VII sensible               |                     |                                                              | Dg (quinte corrigée à la hausse, étrangère à la tonalité) |
| VII abaissé (sous-tonique) |                     |                                                              | SS (double sous-dominante)                                |
| VI sus-dominante           |                     | Tp                                                           | Sg                                                        |
| V dominante                | D                   |                                                              |                                                           |
| IV sous-dominante          | S                   |                                                              |                                                           |
| III médiante               |                     | Dp                                                           | Tg                                                        |
| II sus-tonique             |                     | {\displaystyle {\underset {\text{6}}{\textstyle {S}}}} ou Sp | DD (double-dominante, avec tierce majeure)                |
| I tonique                  | T                   | (D) [S] (dominante de la sous-dominante)                     |                                                           |

#### Les fonctions principales et secondaires en mineur
Les fonctions en mineur suivent (en mineur réel) le schéma inverse :
- la relative (parallèle, en allemand, d'où la lettre p/P) est majeure à l'intérieur d'un mode mineur, et donc les trois fonctions relatives des trois premières, à distance de tierce mineure ascendante : tP, sP et dP,
- la contre- (Gegen, en allemand, d'où la lettre G/g), majeure en mineur, et donc les trois contre-fonctions des trois premières, à distance de tierce majeure descendante : tG, sG et dG,
- et la relation de médiante, à distance de tierce et obtenue par l'utilisation d'une tierce étrangère à la tonalité.

Ici aussi, chaque note de la gamme peut prendre plusieurs fonctions :
| Degré             | Fonction principale | Fonction                | Fonction |
| ----------------- | ------------------- | ----------------------- | -------- |
| VII sous-tonique  |                     | dP                      |          |
| VI sus-dominante  |                     | sP                      | tG       |
| V dominante       | d                   | D (avec tierce majeure) |          |
| IV sous-dominante | s                   |                         |          |
| III médiante      |                     | tP                      | dG       |
| II sus-tonique    |                     |                         | sG       |
| I tonique         | t                   |                         |          |

#### Les autres fonctions secondaires et spéciales
- La doublure d'un symbole exprime deux fois la même relation : DD, la dominante de la dominante est le second degré pourvu d'une tierce majeure et se résout normalement dans la dominante. SS, la sous-dominante de la sous-dominante correspond à la sous-tonique (septième degré altéré) et se résout normalement dans la dominante de la sous-dominante = le premier degré.
- chiffrage : un accord de même nature sera toujours désigné par le même chiffrage, son renversement exprimé par la mise en indice de la note de basse (D7 {\displaystyle {\underset {\text{3}}{\textstyle {D7}}}} {\displaystyle {\underset {\text{5}}{\textstyle {D7}}}} {\displaystyle {\underset {\text{7}}{\textstyle {D7}}}} pour les quatre positions de l'accord de septième de dominante). Le symbole isolé {\displaystyle \sharp } ou {\displaystyle \flat } se rapporte à la tierce.
- un langage symbolique complémentaire :
  - les altérations sont symbolisées par un > (altération vers le bas) ou < (altération vers le haut), parfois aussi + (D5< est un accord de dominante avec quinte augmentée)
  - les dominantes et modulations passagères, annotées entre parenthèses ((S6 D7) Tp est une cadence préparant la relative en majeure, en do majeur : ré-fa-si - mi-sol #-si-ré - la-do-mi)
  - les ellipses : lorsqu'une fonction est sous-entendue, elle n'occure donc pas, mais peut être représentée entre crochets [] pour améliorer l'orientation du lecteur
  - la ligature : utilisée pour montrer la prolongation d'une fonction sur plusieurs événements, même en présence de notes étrangères à celle-ci, représentée par un trait de prolongation horizontal
  - la rature : symbolise la suppression de la fondamentale d'un accord, et ne fonctionne que pour des accords de septième (l'accord si-ré-fa en do majeur peut être considéré comme accord de septième de dominante sans fondamentale)
- des abréviations :
  - la sixte napolitaine {\displaystyle s^{n}} considérée comme accord de sous-dominante mineure avec altération de la sixte (s6>)
  - l'accord raccourci (verkürzt en allemand, d'où la lettre v) : accord de neuvième de dominante en mineur sans fondamentale, symbolisée par Dv

## Limitations de la méthode
La théorie des fonctions ne produit pas de résultat aussi lisible à l'analyse d'une marche d'harmonie que la théorie des degrés. En Do majeur, marche do-mi-sol sol-si-ré la-do-mi mi-sol-si fa-la-do do-mi-sol, s'écrira I-V-vi-iii-IV-I et T-D-Tp-Dp-S-T ; dans le second cas, il est moins évident de lire la marche.
La notion de fonction tonale ne s'applique qu'à l'intérieur d'une période définie de l'histoire de la musique. Elle peut permettre d'expliquer certaines musiques comme la musique de la renaissance, de l'Ars Nova, éventuellement la musique polytonale ou atonale en dehors de leur contexte, mais n'est pas adaptée à l'analyse harmonique de ces musiques.